# Parque Marítimo César Manrique

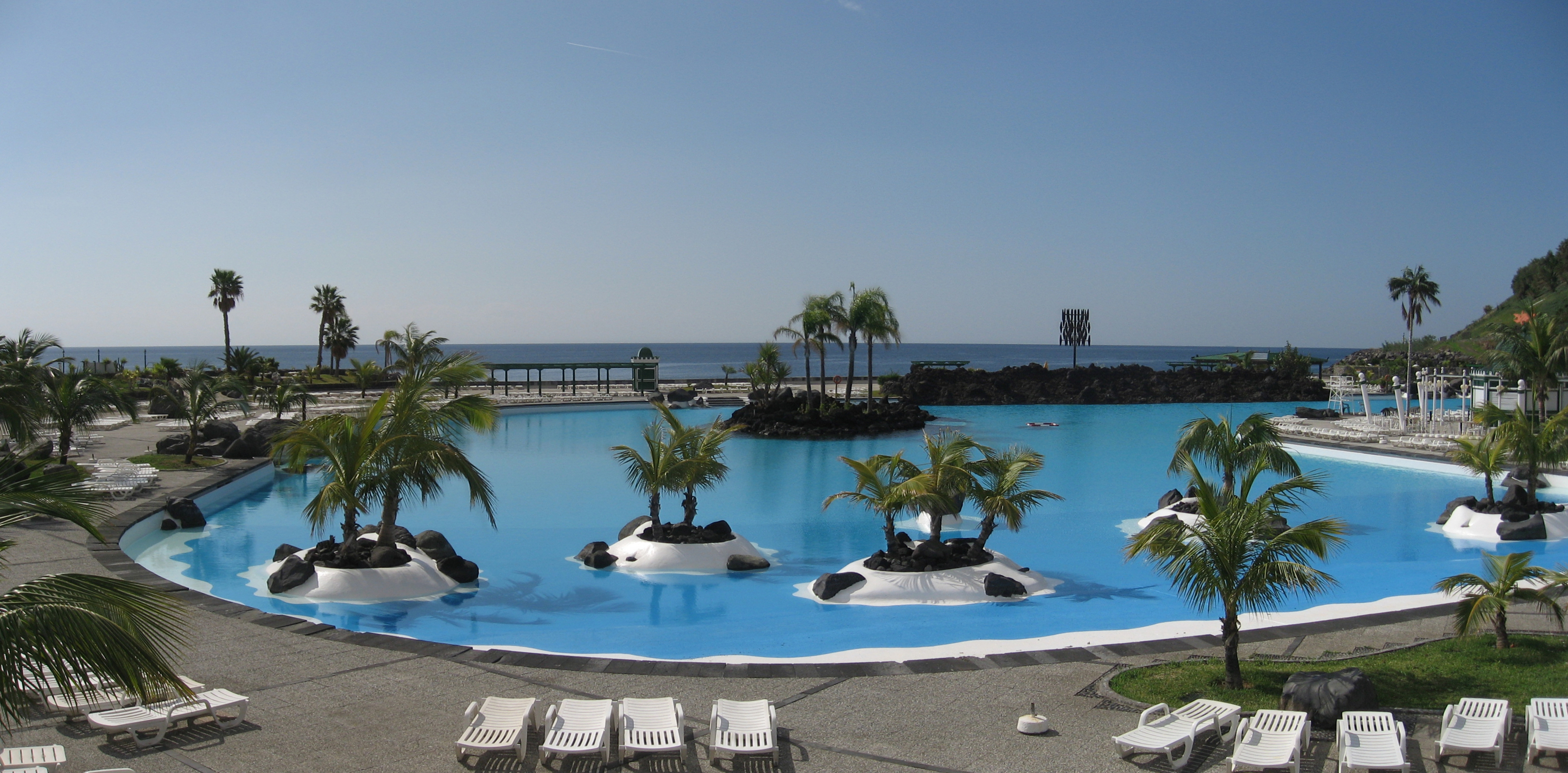
Piscinas del Parque Marítimo.

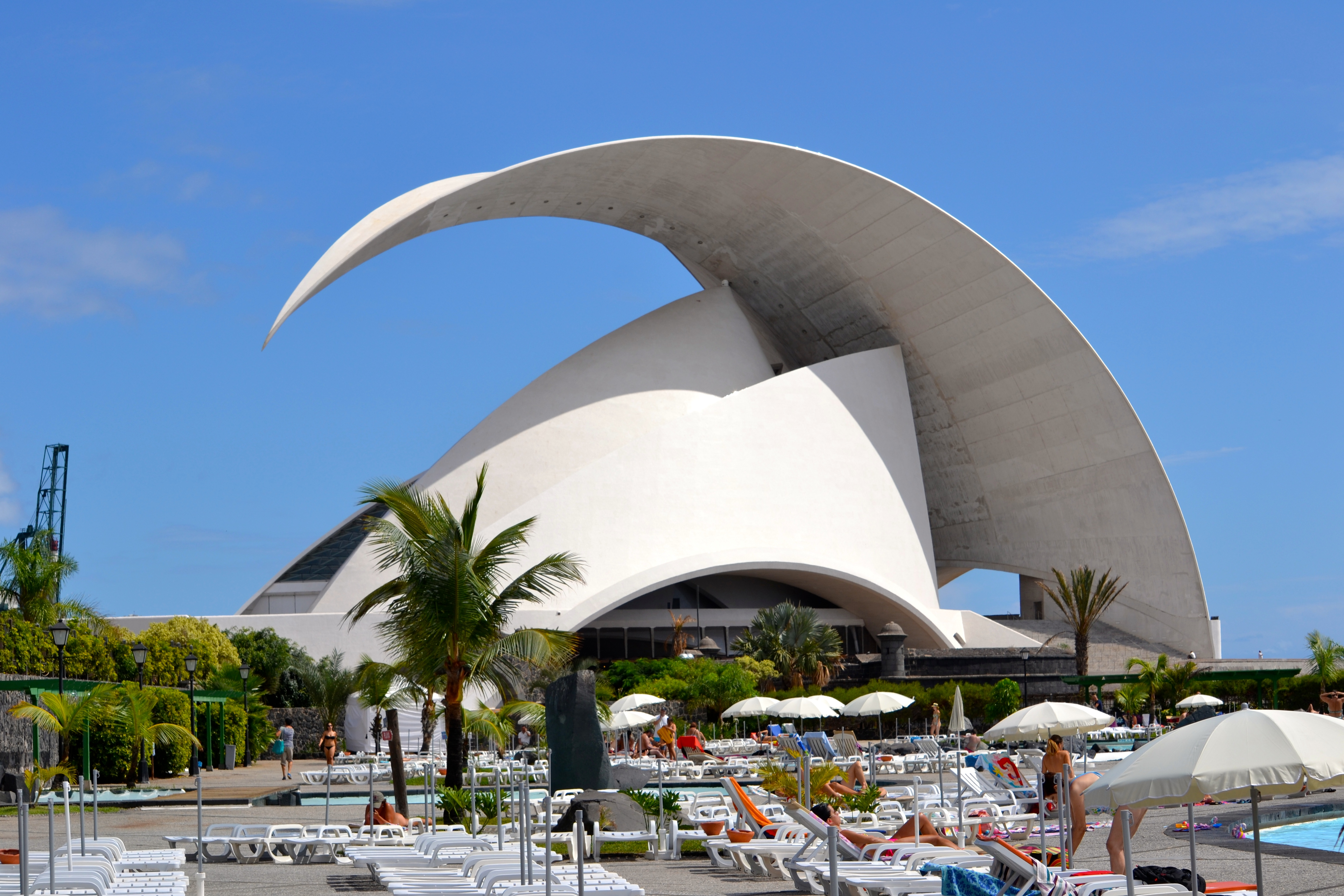
Parque Marítimo y Auditorio de Tenerife.

El Parque Marítimo César Manrique (Santa Cruz de Tenerife, Tenerife, Canarias, España) es un complejo de ocio, obra del artista César Manrique.

## Ubicación
El parque se encuentra ubicado en la actual zona de expansión de la capital insular (Cabo-Llanos), cerca de otros edificios como el Centro Internacional de Ferias y Congresos de Tenerife, el Auditorio de Tenerife, El Palmétum o las Torres de Santa Cruz. Tiene acceso directo a las autopistas TF-1 con dirección sur y TF-5 con dirección norte.

## El Parque
El Parque junto al Palmetum antiguamente constituían un terreno degradado por los usos marginales y por una gran industria impulsora del Puerto de Santa Cruz de Tenerife que a su vez impedían el crecimiento de la población a través del litoral.
Este espacio está compuesto por 22.000 m² de extensión y alberga en su interior un conjunto de piscinas (con agua extraída del mar), restaurantes, gimnasio, ludoteca, jacuzzi de aguas termales, zonas de entretenimiento para niños, instalaciones deportivas e incluso una pequeña playa. En él es posible celebrar todo tipo de actos, cócteles, banquetes, etc. Asimismo es posible encontrar el Jardín Botánico del Palmetum de Santa Cruz, cuya colección mantiene miles de palmeras de más de 300 especies, e incluye el Museo Etnográfico de Palmeras.
En el año 2003, se añadieron a las dotaciones del parque, el área de un antiguo embarcadero junto al Castillo de San Juan y la Casa de la Pólvora, resaltando estas piezas de gran valor histórico. 
El Parque Marítimo César Manrique está gestionado por la compañía Parque Marítimo Santa Cruz S.A., que está constituida por el Ayuntamiento y la Autoridad Portuaria de Santa Cruz de Tenerife, ambos con una participación del 50%.
Desde marzo de 2009 las instalaciones del Parque Marítimo permanecerían cerradas al público por motivos judiciales.
A partir del 22 de junio de 2010 el Parque Marítimo abría parcialmente sus puertas nuevamente con motivo del verano, aunque continuarían unas obras de mejora, ya que el descuido había reinado en el casi año y medio que había permanecido cerrado.
El 4 de junio de 2011 el Parque Marítimo abre de nuevo sus puertas al público, dando por finalizadas las obras de mejora.